# ポケモンの一覧 (152-201)
ポケモンの一覧（ポケモンのいちらん）は、ゲームソフト『ポケットモンスターシリーズ』に登場する架空の生物「ポケットモンスター（ポケモン）」の一覧。本項では全1025種のうち、『ポケットモンスター 金・銀』から登場し、シリーズ共通の全国ポケモン図鑑において152から201までの番号を付与されている種を掲載する。

## チコリータ
| 分類: はっぱポケモン | タイプ: くさ             | 高さ: 0.9m   | 重さ: 6.4kg        |
| 特性: しんりょく     | かくれ特性: リーフガード | 進化前: なし | 進化後: ベイリーフ |

頭から葉が生えており緑色の小さな恐竜のような姿をしたポケモン。この葉は甘い香りを発したり温度を察知したりできる他、勢いよく振ることで「はっぱカッター」を出すこともできる。首の球体からは蔓を伸ばし「つるのムチ」として使うことができる。外見は愛らしくメディアミックスではメスとして描かれる事が多いが、性別比は7･1でメスが非常に少ない。
ほのおタイプのヒノアラシ、みずタイプのワニノコとともに、『金・銀・クリスタル』『ハートゴールド・ソウルシルバー』の最初にウツギ博士からもらえるポケモンの1匹。『金・銀』では、グラフィックの仕様上、体色が黄色であったが『クリスタル』で黄緑色となった。『エメラルド』ではホウエン図鑑を完成させるとヒノアラシとワニノコとの3択で、オダマキ博士から貰うことができる。さらに『オメガルビー・アルファサファイア』でも、初めて殿堂入りした後に101番道路へ行くとオダマキ博士から上記の3択の中からもらうことができる。『サン・ムーン』では島サーチを行うことで野生で出現する。『Z-A』ではワニノコ・ポカブとともに最初にもらえるポケモンの1匹として登場。
TVアニメ版ではサトシやナナコのポケモンなどとして登場。サトシのチコリータはモンスターボールから出てくるとサトシに甘えるシーンが定番だった。その他、『ポケモン不思議のダンジョン 出動ポケモン救助隊ガンバルズ!』ではパートナーとして登場。サトシのチコリータの声優はかないみか、他ゆかな。
ポケモンセンターナゴヤの店舗ロゴに描かれている。共に描かれているポケモンは2002年10月の開店当初、ピカチュウ・ミズゴロウであったが、2008年7月のリニューアル移転後はピカチュウ・ヒコザルとなっている。
開発当初は「ハッパ」という名前だった。
『大乱闘スマッシュブラザーズDX』『大乱闘スマッシュブラザーズX』ではモンスターボールから登場し、前方へ「はっぱカッター」を連射して敵を攻撃する。

## ベイリーフ
| 分類: はっぱポケモン | タイプ: くさ             | 高さ: 1.2m         | 重さ: 15.8kg       |
| 特性: しんりょく     | かくれ特性: リーフガード | 進化前: チコリータ | 進化後: メガニウム |

チコリータの進化形。進化前のイメージを残しつつ、胴体や足が細く長く発達した。頭の葉は虫食いのような欠けた部分ができ、首のつぼみは大きくなり、相手の闘争心を煽るスパイシーな香りが発せられるようになった。
TVアニメ版ではサトシやナナコのポケモンとして登場。サトシのベイリーフの声優はかないみか。

## メガニウム
| 分類: ハーブポケモン | タイプ: くさ             | 高さ: 1.8m         | 重さ: 100.5kg |
| 特性: しんりょく     | かくれ特性: リーフガード | 進化前: ベイリーフ | 進化後: なし  |

ベイリーフの進化形。竜脚類のような姿をしている。首の周りには縁が白いピンク色の花びらが6枚あり、うち3枚には黄色い模様が入っている。頭部は葉の代わりに1対の触角が生えており、雄の方が触角が長い。吐息には、枯れた草木を復活させる力がある。側にいると森林欲をしたようなすがすがしい気分になるという
TVアニメ版ではナナコのベイリーフが進化して初登場。このほか、『アドバンスジェネレーション』第106話にてポケモンレンジャーの手持ちポケモンとしても登場している。『ポケットモンスタークリスタル ライコウ雷の伝説』では、ジュンイチの手持ちとして登場。 後に本編のシロガネリーグにも登場し、サトシのフシギダネと草タイプの意地をかけたバトルを繰り広げて引き分けた。声優は小西克幸。『第7シリーズ』ではサトシがバトルするトレーナー・セイヤ（声 - せいや）のポケモンとして登場、ニックネームは「ソシニウム」。声優は粗品。
2018年2月にポケモンだいすきクラブに寄稿された『ウルトラサン・ウルトラムーン』の記事では、技「のしかかり」を受けたメガニウムについて「（メガニウムのように）体が大きいポケモンがのしかかりを受けると、受けたポケモンがのし餅のように潰れる演出がより派手になる」とプレイヤーの感想が述べられている。
漫画版『ポケットモンスターSPECIAL』3章、9章ではクリスタルのパートナー兼主力として登場（チコリータが進化した個体）。性別は♂で、ニックネームは「メガぴょん（由来は、根性がメガトン級だから）」。

## ヒノアラシ
| 分類: ひねずみポケモン | タイプ: ほのお       | 高さ: 0.5m   | 重さ: 7.9kg        |
| 特性: もうか           | かくれ特性: もらいび | 進化前: なし | 進化後: マグマラシ |

ネズミとヤマアラシの中間のような姿をしたポケモンで、鼻先が細長く尖るように伸びた外見が特徴。戦闘時には、ヤマアラシの体毛のように背中から炎を噴き出す。ただしあくまで体毛ではなく炎なので、ゲーム・アニメともに炎を出していない時は、背中に赤い楕円模様の噴出口が見られる。種としては臆病な性格の個体が多く、常に背中を丸めた姿勢をとっている。細い目は、進化すると開く。
くさタイプのチコリータ、みずタイプのワニノコとともに、『金・銀・クリスタル』『ハートゴールド・ソウルシルバー』の最初にもらえるポケモンの1匹である。『エメラルド』では、ホウエン図鑑を完成させるとチコリータとワニノコとの3択で、オダマキ博士から貰うことができる。そして『オメガルビー・アルファサファイア』では、初めて殿堂入りをすれば101番道路に入った時に上記の3択の中からもらうことができる。『LEGENDS アルセウス』ではミジュマル・モクローとともに最初にもらえるポケモンの1匹として登場。
TVアニメ版ではサトシのポケモン（声優はうえだゆうじ）として登場したほか、『ダイヤモンド&パール』版ではヒカリのヒノアラシ（声優は古島清孝）も登場した。
『大乱闘スマッシュブラザーズDX』『大乱闘スマッシュブラザーズX』ではモンスターボールから登場し、背中の炎による「かえんほうしゃ」で前方の敵を攻撃する。ファイターの攻撃で吹っ飛ばすことも可能。

## マグマラシ
| 分類: かざんポケモン | タイプ: ほのお       | 高さ: 0.9m         | 重さ: 19.0kg       |
| 特性: もうか         | かくれ特性: もらいび | 進化前: ヒノアラシ | 進化後: バクフーン |

ヒノアラシの進化形。しなやかな体つきになり、耳が生え、目がパッチリと開いた。頭と腰の部分から炎を噴射する。背中を向けると炎を出す。全身の毛皮はどんな強力な炎でも燃えることはない。
TVアニメ版では第263話に初登場。持ち主のトレーナーの投げたフリスビーをキャッチする姿が見られる。また、サトシおよびヒカリのヒノアラシもそれぞれマグマラシに進化した。このほか、『ポケットモンスタークリスタル ライコウ雷の伝説』のオープニングに登場し、主人公のケンタがヒノアラシから進化させ、バクフーンへと進化する過程が描かれている。また、ジョウトリーグではモエのエースとして登場。相性の悪いサトシのゴマゾウをパワーで打ち負かし、ゼニガメも「でんこうせっか」でひっくり返らせて動きを封じて「かえんぐるま」で止めを刺そうとするも一か八かの「ハイドロポンプ」で逆転負けする。

## バクフーン
| 分類: かざんポケモン | タイプ: ほのお       | 高さ: 1.7m         | 重さ: 79.5kg |
| 特性: もうか         | かくれ特性: もらいび | 進化前: マグマラシ | 進化後: なし |

マグマラシの進化形。進化して2足歩行が可能になり、目つきが鋭くなった。首の周りから襟飾りのような炎を吹き出し、燃え盛る体毛をこすり合わせて爆風を発生させ、敵を吹き飛ばす。怒りが頂点に達すると、触れた瞬間燃え立つために近寄れないほど熱い。その熱によって蜃気楼を発生させ、自分の姿を隠すこともできる。炎タイプ御三家の単タイプは同系統とエースバーン系統のみ。
『金・銀』とリメイク版の『ハートゴールド・ソウルシルバー』では主人公がチコリータを選ぶとライバルが最終的に使用してくる。
ヒスイのすがた
分類：おにびポケモン、タイプ：ほのお・ゴースト、高さ：1.6 m、重さ：69.7 kg。ヒスイ地方のバクフーンの姿。原種と比べてやや痩せた体型をしており半目。首周りの炎が紫色になり、人魂のように妖しく揺らめいている。非常にゆったりとおとなしい性格をしており、身のこなしが上品で美しいポケモン。温厚ゆえに戦いはあまり好まないが、一度感情が爆発すると、首周りの炎から108 度にも及ぶ鬼火を獣のような恐ろしい形相に変え、灰さえたちまち蒸発させるほど焼き尽くしてしまう。しばしば宙を眺めているが、生命エネルギーの流れや霊魂を見ていると考えられている。行き場を失くした魂を食べているが、食べられた魂は炎で浄化され、あるべき場所へ還るとされている。専用攻撃技「ひゃっきやこう」は、恐ろしい形相をした無数の鬼火を操り相手を攻撃すると同時に時々火傷を負わせる他、状態異常の相手に攻撃すると威力が上がる追加効果。
TVアニメ版では『アドバンスジェネレーション』にてジムリーダー・アスナの祖父のポケモンとして登場。このほか、『ライコウ雷の伝説』において主人公・ケンタの主力ポケモンとして登場。ケンタの手持ちの中でも一番のパートナーで戦闘力も相当なもの。一方で、ケンタが照れ隠しした時は苦笑いしてケンタをからかう一面も。合言葉は「直球一本槍」。声優は千葉進歩。
漫画版『ポケットモンスターSPECIAL』3章、9章では主人公・ゴールドのパートナー兼主力として登場（ヒノアラシが進化した個体）。性別は♂で、ニックネームは「バクたろう（由来は背中が炎で爆発しているから）」。

## ワニノコ
| 分類: おおあごポケモン | タイプ: みず           | 高さ: 0.6m   | 重さ: 9.5kg        |
| 特性: げきりゅう       | かくれ特性: ちからずく | 進化前: なし | 進化後: アリゲイツ |

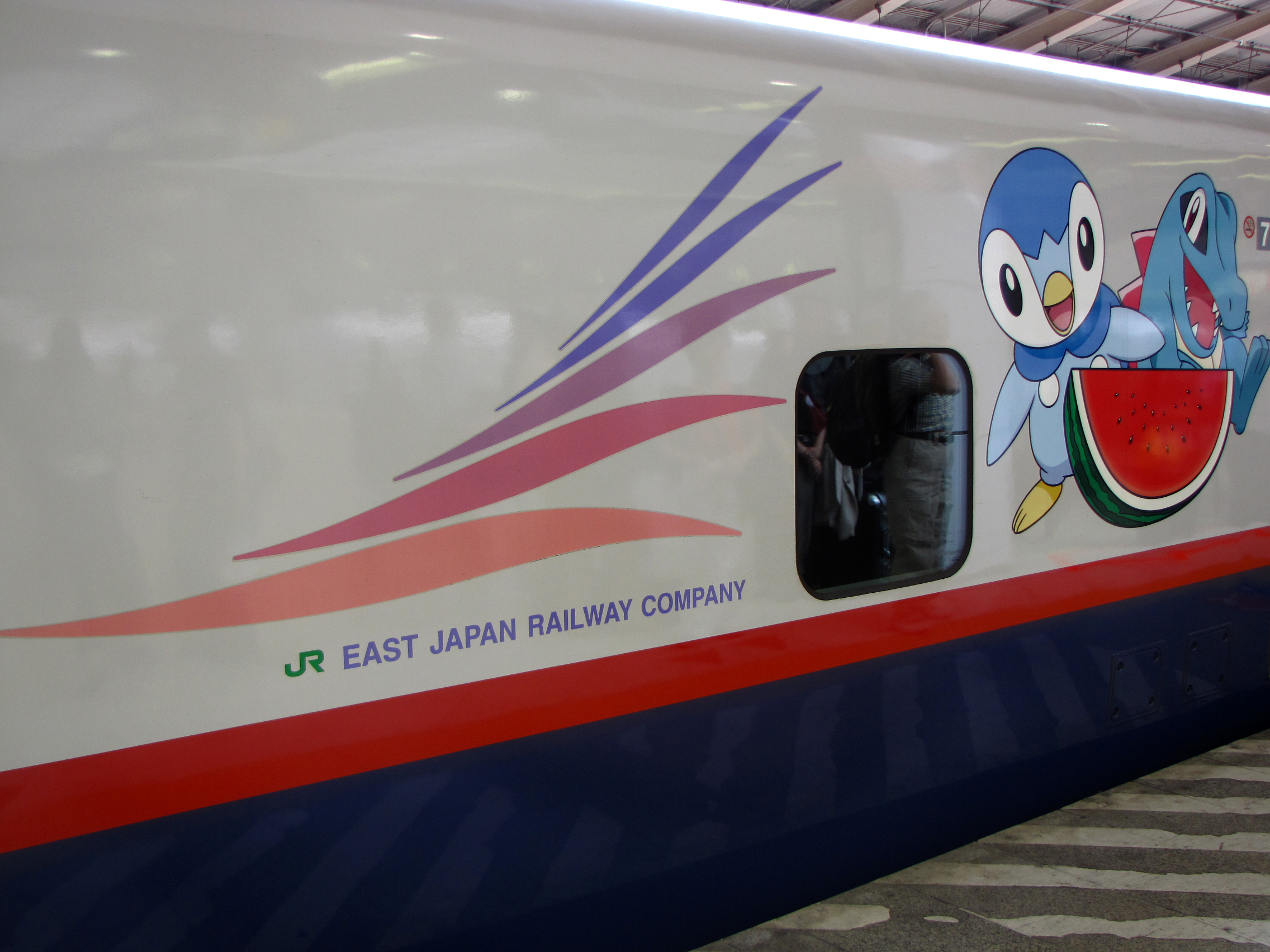
北陸新幹線「あさま」E2系のロゴの右隣にポッチャマとワニノコが描かれている

二足歩行の水色のワニのような姿をしたポケモン。攻撃的な性質で、動く物なら何でも噛み付いてくる。アゴの力もかなり強く、甘噛みのつもりでも大怪我になることがあるため親のトレーナーでも注意が必要。また、実際のワニのように片目を閉じて片目を開ける半球睡眠を行うが、これは片方の脳を休ませて敵が襲うのをうかがうため。これは進化後も行う。
くさタイプのチコリータ、ほのおタイプのヒノアラシとともに、『金・銀・クリスタル』『ハートゴールド・ソウルシルバー』の最初にもらえるポケモンの一体である。 『エメラルド』ではホウエン図鑑200匹を完成させた時、『オメガルビー・アルファサファイア』では初めて殿堂入りした後に101番道路へ行った時に、オダマキ博士からチコリータ、ヒノアラシ、そしてワニノコの3匹の中から1匹だけを選んで入手することができる。『Z-A』ではチコリータ・ポカブとともに最初にもらえるポケモンの1匹として登場。
TVアニメ版ではサトシのポケモンとして登場。ルアーボールに入っている（ゲームでは『サン・ムーン』で再現可能になった）。また、『ダイヤモンド&パール』ではカズナリの手持ちポケモンとして登場している。声優は西村ちなみ、伊東みやこ。
ポケモンセンターフクオカ旧店舗の店舗ロゴにピカチュウ・アチャモとともに描かれていた。

## アリゲイツ
| 分類: おおあごポケモン | タイプ: みず           | 高さ: 1.1m       | 重さ: 25.0kg       |
| 特性: げきりゅう       | かくれ特性: ちからずく | 進化前: ワニノコ | 進化後: オーダイル |

ワニノコの進化形。進化前から大柄となり、頭に赤いトサカのようなものが生え、ワニノコおよび進化形のオーダイルと大きく異なる外見の特徴として、腹部に左右非対称の斑点模様がある。
ワニノコから特徴であるアゴは更に大きく発達している。加えて口内には鋭い牙が48本生えており、牙の先はそり選っている（釣り針のかえしにあたる）ので噛力もあって一度噛み付くと牙が抜けるまで放さない。もし抜けてしまっても、すぐに新たな牙が生えてくる。
TVアニメ版では第265話にてシロガネ山のポケモン保護官のムトウの手持ちとして登場。また、『ダイヤモンド&パール』第29話にはイサムのポケモンとして登場。そのほか、『ライコウ雷の伝説』ではマリナの手持ちとして登場。ニックネームは「ワニワニ」。
読売新聞の連載ポケモン四字熟語では、『頑固一徹・がんこいってつ』が、アリゲイツを紹介するキャッチフレーズとして用いられた。

## オーダイル
| 分類: おおあごポケモン | タイプ: みず           | 高さ: 2.3m         | 重さ: 88.8kg |
| 特性: げきりゅう       | かくれ特性: ちからずく | 進化前: アリゲイツ | 進化後: なし |

アリゲイツの進化形で、全てのスターターポケモン中、最終進化できるレベルが30と最も早い。基本的な形状は進化前と同様だが、イリエワニやアメリカアリゲーターのようにかなりの巨体となり相応に身体能力も増している。ワニノコから特徴であった強靭で巨大なあごは凄まじいパワーとなり、相手に噛み付いたままズタズタに引き千切り、放り投げる戦法を使う。性質も肉食性で凶暴。アゴは威嚇にも使用される。
地上では後ろ足だけで巨体を支えるのが辛いため、普段は四つん這い。四つん這いの方が動きが俊敏だが、二足歩行時でもいざとなると後ろ足の凄まじい瞬発力で突進する。獲物を襲う際にこれらのスピードを見せる。
ゲームでは「金・銀・クリスタル・ハートゴールド・ソウルシルバー」で主人公がヒノアラシを選んだ場合に、ライバルが進化前に引き続いて使用する。「スカーレット・バイオレット」ではジムリーダーのハイダイが使用する。
TVアニメ版では第195話のポケモン相撲大会で登場。サトシのカビゴンと大接戦の末敗れた。第218話のうずまきカップ決勝戦でも登場している。劇場版『神速のゲノセクト ミュウツー覚醒』ではポケモンヒルズに住むポケモンたちのリーダーとして登場。使用技は「はかいこうせん」「ドラゴンクロー」「ハイドロポンプ」。声優は最上嗣生。
「ぼくたちピチューブラザーズ」にも登場。この時は、何故かエンディングで「オオダイル」と表記されていた。
漫画版『ポケットモンスターSPECIAL』3章、9章ではシルバーのパートナー兼主力として登場（ワニノコが進化した個体）。性別は♂。

## オタチ
| 分類: みはりポケモン       | タイプ: ノーマル       | 高さ: 0.8m   | 重さ: 6.0kg      |
| 特性: するどいめ/ にげあし | かくれ特性: おみとおし | 進化前: なし | 進化後: オオタチ |

フェレットのようなポケモン。警戒心が強いポケモンであり、尻尾で直立する事で周りの様子を伺う。尻尾は筋肉質で触ると硬い。警戒班は敵を察知すると甲高い声で鳴く。敵と遭遇すると尻尾で立ちあがり、普段より大きく見せて相手を威嚇する。毛の色は、全体的に茶色だが腹の部分はやや白みがかっており、白い部分の中央には茶色の円形模様がある。
TVアニメ版では第134話に登場。サトシのピカチュウを捕まえようとロケット団がメカ「アボタン（メカニカル・アーボック・デザート・タンク）」を降りていた際にカスミのトゲピーと共にアボタンに乗り込み、アボタンの操縦席のボタンに勝手に触れ暴走させてしまった。『アドバンスジェネレーション』ではエイジのポケモンとして登場。サトシのピカチュウが「アイアンテール」を覚えるきっかけとなった。

## オオタチ
| 分類: どうながポケモン     | タイプ: ノーマル       | 高さ: 1.8m     | 重さ: 32.5kg |
| 特性: するどいめ/ にげあし | かくれ特性: おみとおし | 進化前: オタチ | 進化後: なし |

オタチの進化形。フェレットやプレーリードッグに似た細長い胴を持つ。尾の先までくびれがなく、胴と尾の境目がはっきりしない。手足は短いが動作は俊敏で、愛らしい見た目とは対照的に、コラッタを襲い捕食する肉食性を持つ。身体も柔らかいため捕まえてもするりと抜け出してしまう。巣穴はその体型に合わせた細長いものとなっており、外敵の侵入を防いでいる。奥に進めば進むほど複雑になっていく。子供が育つと巣穴の外で独り立ちの準備をさせる。背中側と尻尾は茶色とベージュ色の縞模様で、腹側はベージュ色。顔はベージュ色で、耳と後頭部は茶色である。
『ポケモンスタジアム金銀』では、ミニゲーム「オオタチのピョンピョンボール」が登場する。オオタチを操作し、次々に落ちてくるボールを跳ね飛ばして自身のゴールに導く。64GBパックを使用していて、かつプレイヤーの手持ちポケモンにオオタチがいる場合、ミニゲームに出場させることが可能である。
TVアニメ版ではポケモンリーグシロガネ大会の選考会でサブロウの手持ちポケモンとして登場し、サトシのピカチュウと対戦する。

## ホーホー
| 分類: ふくろうポケモン   | タイプ: ノーマル/ ひこう | 高さ: 0.7m   | 重さ: 21.2kg       |
| 特性: するどいめ/ ふみん | かくれ特性: いろめがね   | 進化前: なし | 進化後: ヨルノズク |

コノハズクのような姿をしたポケモン。夜行性で全国の森林に幅広く生息する。昼間は木の穴で寝ている。実在する鳥類と同様に2本の足を持つが、常に1本足で立っており、一見すると足が1本しかないようにも見える。たまに素早く足を入れ替えるが、その瞬間を見ることは難しい。体内に地球の自転を感じ取る器官があり、いかなるときでも正確で決まったリズムで首を傾げ、決まった時間に鳴く。そのため時計代わりに手持ちに入れるトレーナーもいる。
その見かけどおり夜行性で、『金・銀・クリスタル』や『ダイヤモンド・パール』といった朝・昼・夜などの区別がある作品では夜にしか登場しない。
TVアニメ版では双子の老婆であるスズ様とカネ様（声はどちらも京田尚子）が迷いの森を抜けるトレーナーにホーホーを貸している。サトシたちには女好きで臆病な半人前のホーホーしか残っていなかったが、サトシの説得で虫ポケモンの幻覚を見せられたカスミを助けるために克服し、ゴーストとゲンガーが幻覚を見せていたと暴いた。ジムリーダー・ハヤトの手持ちポケモンとしても登場。1番手として使用し、サトシのチコリータを負かしたが、ピカチュウに敗れる。また、短編映画『ピカチュウたんけんたい』にゲームに先行して登場している。ゲストキャラ・ジエイ（声 - 中博史）のポケモンとしても登場。このホーホーはかなり年老いており、通常より羽毛が増量している。
お笑いトリオ・ロバートの秋山竜次のお気に入りのポケモンである。『ポケモン☆サンデー』では『ハートゴールド・ソウルシルバー』のプレイで大量にゲットした。

## ヨルノズク
| 分類: ふくろうポケモン   | タイプ: ノーマル/ ひこう | 高さ: 1.6m       | 重さ: 40.8kg |
| 特性: するどいめ/ ふみん | かくれ特性: いろめがね   | 進化前: ホーホー | 進化後: なし |

ホーホーの進化形で、全国の森林に広く分布する鳥ポケモンの一種。夜行性の肉食でフクロウの仲間のトラフズクに酷似する。集光能力を持つ優れた目を持ち、飛行時の羽音をほとんど立てないため、夜間の狩りに失敗は無い。物事を考え出すと頭を回転させ、頭脳を活性化させる。難しいことを考えているときには、頭が180度逆さまになっていることさえあるという。「キタカミの里」ではタクシーを務めている。
「さいみんじゅつ」のほかに「ねんりき」「サイコキネシス」「じんつうりき」などエスパー技を多く覚える特徴がある。
ゲーム『ハートゴールド・ソウルシルバー』では、ジムリーダーのハヤトが再戦で使用する。
TVアニメ版では色違いのヨルノズクが登場し、サトシの手持ちとなった。サトシ唯一の色違いでもある。また、224話に登場した老人・ハヤブサ（声 - 茶風林）が所持していたヨルノズクは年老いてあごひげのような物が生えていた。『XY』では空飛ぶポケモン3体で参加するスカイリレーに憧れるオワゾー（声 - 坂東尚樹）のポケモンとして登場。オワゾーはリレーは好きだが肝心の参加経験は一度もなかった（理由は空飛ぶポケモンを3体ゲットできなかったため）。

## レディバ
| 分類: いつつぼしポケモン     | タイプ: むし/ ひこう | 高さ: 1.0m   | 重さ: 10.8kg       |
| 特性: はやおき/ むしのしらせ | かくれ特性: びびり   | 進化前: なし | 進化後: レディアン |

テントウムシのような姿をしたポケモン。「いつつぼしポケモン」の分類が示す通り、背中には5つの丸い模様を持つ。6本の足の先はいずれも握り拳のように丸くなっている。足の付け根から鼻を刺すような臭いを発するオレンジ色の液体を出し、敵から身を守る。この液体は仲間とのコミュニケーションの手段としても用いられる。1匹では不安のあまり動けなくなるほど臆病だが、群れると活発に行動するようになる。寒さには弱く、冬になると大きな葉の影で集団でじっとしている。
野生のものは『銀』・『クリスタル』・『ソウルシルバー』に出現し、『金』・『ハートゴールド』には出現しない。また、『銀』・『クリスタル』では朝、『ソウルシルバー』・『サン・ムーン』では日中のみ出現する。
TVアニメ版では第129話に登場。笛でレディバを操り、空を飛んで旅人に谷越えをさせるマコトという女性が登場する。ムサシによって笛を奪われた挙句、彼女のベロリンガの「ちょうおんぱ」によってマコトの指示がわからなくなり逃げ出す。その後、マコトと心を合わせることでロケット団を撃退し、これによりマコトはなるべく笛に頼らずにレディバと心を通わせることを決意する。声優は愛河里花子。

## レディアン
| 分類: いつつぼしポケモン     | タイプ: むし/ ひこう     | 高さ: 1.4m       | 重さ: 35.6kg |
| 特性: はやおき/ むしのしらせ | かくれ特性: てつのこぶし | 進化前: レディバ | 進化後: なし |

レディバの進化形。スマートな体型となり、前足4本は手の役割をするようになった。顔もデフォルメされたレディバに比べ、昆虫らしさが増している。背中の模様は夜空の星の数によってその大きさが変化するという。昼間は大きな葉っぱの上で眠っているが、夜になると活動を開始する。夜空に星が出ているときに、輝く粉を撒き散らしながら飛ぶことがある。
TVアニメ版では第173話にてシロウ親子の手持ちとして登場。

## イトマル
| 分類: いとはきポケモン     | タイプ: むし/ どく     | 高さ: 0.5m   | 重さ: 8.5kg        |
| 特性: ふみん/ むしのしらせ | かくれ特性: スナイパー | 進化前: なし | 進化後: アリアドス |

クモのような姿をしたポケモンだが、脚が1対少なく6本である。背中には顔のような模様を持ち、「こわいかお」を繰り出す時はその模様が怒った表情になる。細く丈夫な糸を周囲に張り巡らせて罠を作り、獲物がかかるまで自分の巣で何日も待機する。糸で作った罠は第2の神経とも呼ばれ、僅かな糸の振動だけで獲物の種類が分かるらしい。また、この糸にはエステの効果があるともいわれている。
『金・クリスタル』「ハートゴールド」では野生のものは夜にしか出現せず、『銀』「ソウルシルバー」では出現しない。「サン・ムーン」でも夜のみ出現する。
TVアニメ版ではヒワダタウンジムリーダー・ツクシの手持ちポケモンとして登場。また、

## アリアドス
| 分類: あしながポケモン     | タイプ: むし/ どく     | 高さ: 1.1m       | 重さ: 33.5kg |
| 特性: ふみん/ むしのしらせ | かくれ特性: スナイパー | 進化前: イトマル | 進化後: なし |

イトマルの進化形。クモのような姿をしたポケモン。体色は黄緑色から明るめの赤紫へと変化している。頭部に1本の角を持ち、尻には糸を噴出する突起が生えている。脚は黄色と紫の縞模様となっている。6本の脚のうち、後ろの2本は腹部から上方へと突き出している。尻からは常に糸が出ていて、それを辿ると巣にたどり着く。捕まえた獲物に糸をつけてわざと逃がし、その糸を辿って獲物の巣ごと一網打尽にするという、狩りにおいて非常に賢い戦術を使う。
『金・銀』では、四天王のキョウ、およびキョウの娘でセキチクシティのジムリーダー・アンズが使用する。
TVアニメ版では第177話に登場したほか、スピアーと同じく外見から悪役として出ることが多い。『アドバンスジェネレーション』ではハーリーのポケモンとして登場し、『ダイヤモンド&パール』では第1話に大群で登場、ヒカリのポッチャマの「がまん」による反撃でまとめて一掃された。別個体はポケモンハンターJの手持ちポケモンとしても登場しており、主に糸で獲物や邪魔な相手を拘束するのに活躍する。なお、この糸は大きな獲物でも捕まえられるように一度捕まると中々切れない。ゴウのポケモンとしても登場、声優は観世智顕。

## クロバット
| 分類: こうもりポケモン | タイプ: どく/ ひこう | 高さ: 1.8m         | 重さ: 75.0kg |
| 特性: せいしんりょく   | かくれ特性: すりぬけ | 進化前: ゴルバット | 進化後: なし |

ゴルバットの進化形。体色は青から紫に変わり、目の色も黄色に変化した。足にも翼が生え、4枚の翼を生かしたより高速、長距離、静音での飛行が可能となった。長距離を飛ぶ時は腕か足のどちらかで飛び、どちらかが疲れるともう片方で飛ぶ。その翼の分、静止して休息する際の安定性が犠牲になっており、足にわずかに残る指はせいぜい枝にしか止まれない。弱ったり攻撃されたりするなど何らかの理由で飛べなくなってしまうと、地面を這いずり回ることしかできない。また、ゴルバットの頃に特徴的だった牙が生えた大きな口は、やや小ぶりになった。牙は更に鋭くなり、血を吸われたポケモンは噛まれたことさえ気づかない程と言われる。
ゴルバットをよく懐かせてレベルを上げると進化するが、『ブラック・ホワイト』では野生で出現する場合もある。『金・銀』および『ハートゴールド・ソウルシルバー』ではライバルと四天王のキョウとその娘であるセキチクジムリーダーのアンズが、『ファイアレッド・リーフグリーン』では四天王のキクコが再戦時に使用し、『ブラック2・ホワイト2』のPWTではタチワキジムリーダーのホミカやキキョウジムリーダーのハヤトが使用する。これ以外では、『ルビー・サファイア・エメラルド』『オメガルビー・アルファサファイア』ではマグマ団リーダー・マツブサ、アクア団リーダー・アオギリ、『ダイヤモンド・パール・プラチナ』ではギンガ団ボス・アカギ、『X・Y』ではフレア団幹部・クセロシキなど、悪の組織の幹部やボスが使用することが多い。
ポケモンスタジアムやポケモンバトルレボリューションなどの対戦ゲームでは口を大きく開けたり目をクルクルしたりとコミカルな動きをすることが多い。
TVアニメ版ではタケシのポケモンとして登場。

## チョンチー
| 分類: あんこうポケモン   | タイプ: みず/ でんき | 高さ: 0.5m   | 重さ: 12.0kg       |
| 特性: ちくでん/ はっこう | かくれ特性: ちょすい | 進化前: なし | 進化後: ランターン |

チョウチンアンコウのような姿をしたポケモン。体はややつぶれた横長の球体で、頭上から触手が二本伸びており、その先端のしずく型の部分が発光する。それぞれが正負の電極となっており水中での電撃が可能。殊に特徴的なのはその眼球であり、体の前面の半分程を占める二つの黄色く大きな目に「+」型の虹彩を持つ。足があり陸上を歩行できる。
TVアニメ版では第213話に登場。島の中にある池で育ったチョンチーが、成長したため海へ向かう。『劇場版ポケットモンスター アドバンスジェネレーション ポケモンレンジャーと蒼海の王子 マナフィ』では海を群れで泳ぐシーンがあったほか、敵の潜水艦内部に特攻し航行不能にさせるという活躍を見せた。声優は三宅華也。

## ランターン
| 分類: ライトポケモン     | タイプ: みず/ でんき | 高さ: 1.2m         | 重さ: 22.5kg |
| 特性: ちくでん/ はっこう | かくれ特性: ちょすい | 進化前: チョンチー | 進化後: なし |

チョンチーの進化形。進化前と同じくチョウチンアンコウのような姿をしているが、体型が一般的な魚類らしい流線型の姿となり、頭部の突起も小さくなって足状の腹鰭もなくなった。目も一般的な瞳へと変わっている。背鰭が変化した触手（エスカ）先端の発光体の中には発光バクテリアが詰まっており、これを自身の特殊な体液と化学反応させて強い光を発し、獲物の視界を奪った隙に電撃を浴びせ、動きを封じてから丸呑みにする。
その途轍もなくアストロノミカルに強烈な閃光は、5000 メートルの深海から海面に届くほどであり「深海の星」という別名もある。しかし、発光体の直径はCD以下であるのに、その強さは約2.0970006972754×10+95 kW―全宇宙の星が放つ光の凡そ5.5984147055702×10+49 倍の強さであり、宇宙にはありえないほど強力だという。
TVアニメ版では257 話で非公式のリュウグウジムのリーダー・リュウジの手持ちポケモンとして登場。『ポケットモンスター ダイヤモンド&パール』第78 話では、ポケモンコーディネーター・カイトのポケモンとして登場し、ミクリカップに出場したサトシのブイゼルに勝利した。

## ピチュー
| 分類: こねずみポケモン | タイプ: でんき         | 高さ: 0.3m   | 重さ: 2.0kg        |
| 特性: せいでんき       | かくれ特性: ひらいしん | 進化前: なし | 進化後: ピカチュウ |

ピカチュウの進化前。ピカチュウとは大きさや頬の色、耳の形が異なり体色はクリーム色。大人でも痺れさせるほどの電気力を持っているが、自分も痺れてしまうのが欠点。電気を貯めるのが下手で、驚いたりしたときなどのショックを受けるだけですぐに放電するが、成長するにつれて上手になる。雷雲が発生しているときや空気が乾燥している日は、体中の電気がたまりやすくなる。仲間と遊んでいるとお互いの電気がショートし合い、その衝撃で火花を出すことがある。
ベイビィポケモンの一種で、同作では序盤から「ピカチュウはすでに進化したポケモンである」ということを聞く形で存在が示唆されている。『ダイヤモンド・パール』では、野生でも出現する。このほか、通常のピチューとは異なる固有種が2種類存在する。
ピカチュウにでんきだまを持たせピカチュウとピカチュウ（またはメタモン）を預けて、卵からかえるピチューはスペシャル技ボルテッカーを覚えられる。ボルテッカーは威力の高い技だが、敵に与えたダメージの1/3を自身も受ける。3割の確率で相手をマヒ状態にさせる。
ピカチュウカラーのピチュー
「ピカチュウカラーのピチュー」と呼称される色違いであり性別は♂固定。通常では覚えない「がむしゃら」を覚えているほか、『ハートゴールド・ソウルシルバー』に連れて行くことで、ギザみみピチュー（後述）と会うことが可能。2009年公開の映画『アルセウス 超克の時空へ』の特別前売り券の特典として配布された。
ギザみみピチュー
耳の形が通常のピチューと異なる専用のグラフィックが用意されていて、こちらの性別は♀固定。通常覚えられない「てだすけ」「いたみわけ」を覚えている。また、幻のポケモンではないものの、システム上では当時の幻のポケモンと同じような扱いとなる（ピカチュウに進化できず、通信交換、バトルタワーでの使用はできない）。また、ギザみみピチューは他シリーズ作品に転送できない。
『大乱闘スマッシュブラザーズシリーズ』では『DX』で隠しキャラクターとして初登場。ピカチュウのモデル替えキャラクターとして制作され、ピカチュウと同じワザを使用する。全キャラクター中最も体重が軽く、決定力にも欠ける。また、公式設定通り、電気を帯びた攻撃を使うと自分も痺れてダメージを受けるというハンデもあり、「意図的な最弱キャラ」として位置づけられる。しかし、ピカチュウよりも復帰力があり、全キャラクター中屈指のスピードを持っていて隙が非常に少ないという長所もある。声優はこおろぎさとみ。
『SPECIAL』にて17年ぶりに再登場。電気を帯びた攻撃を使うと自分も痺れてダメージを受けるのは変わらない。一方、攻撃力が高めに設定され、一部の攻撃には相手を麻痺させる効果が追加された。
『ポケモンレンジャー 光の軌跡』にはウクレレを持ったウクレレピチューが登場する。
TVアニメ版では第180話において多数の野生のピチューが登場。アンジュ（声 - 折笠富美子）という女性の果樹園で果物を盗み食いしていた。ANA機内上映のOVA作品『ピカチュウのキラキラだいそうさく』では、ギザみみピチューが登場する。親友としてムチュール、フワンテもいる。声優は真堂圭が担当。また、『ポケモン☆サンデー』で放送されたアニメ『ポケモンレンジャー 光の軌跡』でもウクレレピチューが登場する。声優は上述のギザみみピチュー同様に真堂圭が担当。サトシのピカチュウも元々はピチューであり、ピチューだったころのエピソードもある。声は進化後同様、大谷育江。
2000年公開の短編映画『ピチューとピカチュウ』で、ミレニアムタウンに住むピチューの兄弟が登場する。2002年公開の短編映画『ピカピカ星空キャンプ』にも出演。これ以降、劇場版ではピチュー兄弟として登場することがある。「ぼくたちピチューブラザーズ」では、兄はしっかり者、弟はやや自己中心的で怖がり、といった様に描かれている。なお、前髪がはねている方が兄。兄の声優は冬馬由美、弟の声優はこおろぎさとみ。
『ポケモン不思議のダンジョン 救助隊ガンバルズ』ではピカチュウの弟として登場。声優は菊地美香。
2009年7月18日公開の映画『アルセウス　超克の時空へ』では、ギザみみピチューという片耳がくせっ毛でギザギザ状になっている♀のピチューが登場。声優は中川翔子。アニメ版では映画に先駆けてギザみみピチューのテーマソング「もえよ!ギザみみピチュー」がエンディングで流されており、「ギザみみピチューstarringしょこたん」名義で同じく中川が歌っている。

## ピィ
| 分類: ほしがたポケモン               | タイプ: フェアリー         | 高さ: 0.3m   | 重さ: 3.0kg    |
| 特性: メロメロボディ/ マジックガード | かくれ特性: フレンドガード | 進化前: なし | 進化後: ピッピ |

ピッピの進化前。ピンク色でそのシルエットが星形になっている事から、流れ星に乗ってきたのではないかと噂されている。卵にはピンク地に白い星型マークがある。全ポケモンの中で、一番名前が短いポケモン（2文字）であったが、『スカーレット・バイオレット』でパモとボチが登場したため唯一ではなくなった。
ピッピもしくはピクシーを育て屋に預けることで、ピィが生まれるタマゴを発見できる。十分になついた状態でレベルアップすることでピッピに進化する。『ダイヤモンド・パール』では野生でも出現する。『ブラック2・ホワイト2』まではノーマルタイプだったが、『X・Y』からは、フェアリータイプに変更された。
ポケモンスタジアムシリーズでは技を繰り出す時に、あかんべえをする。
TVアニメ版では246話に登場。62話に登場したピッピ達の仲間である。迷子になった所をサトシたちに保護され、サトシのゴマゾウと仲良くなった。別れ際にピッピに進化した。声優は柚木涼香。『アドバンスジェネレーション』第134話ではオツキミ山の個体が登場。『サン&ムーン』ではルザミーネのポケモンとして登場。新無印第83話ではキララ（声 - 下地紫野）という少女が赤ん坊の頃に仲良くしていたポケモンだったが、何らかの理由により「お星さま」になってしまった（作中では直接的な描写はされていない）。

## ププリン
| 分類: ふうせんポケモン | タイプ: ノーマル/ フェアリー | 高さ: 0.3m   | 重さ: 1.0kg    |
| 特性: メロメロボディ   | かくれ特性: フレンドガード   | 進化前: なし | 進化後: プリン |

プリンの進化前。薄い桃色の丸い体で、額には渦巻の模様がある。体がとても柔らかく、一度転がってしまうととまれなくなる。川のほとりに住み、綺麗な水でうがいをした後に発声練習をするが、声帯が未発達なため、長時間歌い続けるのは困難。身体の色は体温が上がると更に鮮やかなピンク色になる。卵にはピンク地に濃いピンクの渦巻き模様がある。
育て屋にメスのプリンもしくはプクリンを預けた後に貰える卵が孵るとププリンが生まれる。懐いた状態でレベルが上がるとプリンに進化する。『X・Y』からは、フェアリータイプが新たに追加された。
アニメではアイドルトレーナーのポケモンとして双子のププリンが登場した。ニックネームはそれぞれププルン、ププラン。

## トゲピー
| 分類: はりたまポケモン       | タイプ: フェアリー     | 高さ: 0.3m   | 重さ: 1.5kg        |
| 特性: てんのめぐみ/ はりきり | かくれ特性: きょううん | 進化前: なし | 進化後: トゲチック |

トゲチックの進化前。下半身が卵の殻に覆われたままになっている。体はレモン色で、頭は星型に突起している。眠る時には頭と手足とを卵の殻にしまう形をとることから、寝ているトゲピーを立たせると幸せになれる、優しくすると幸運を分け与えてくれるなどの言い伝えがある。
TVアニメ版ではカントー編（前代の『赤・緑』）の時点でゲームに先行する形で登場していた。そのためゲーム初登場も『金・銀』ではなく、『赤・緑』の外伝作品に当たる『ピカチュウげんきでちゅう』の時点で既に登場していた（声優はTVアニメ版と同じくこおろぎさとみ）。『金・銀』および『ハートゴールド・ソウルシルバー』ではストーリー序盤のイベントでタマゴを入手できる。『ブラック2・ホワイト2』まではノーマルタイプだったが、『X・Y』からは、フェアリータイプに変更された。
TVアニメ版は上述の通り発売前から登場し、カスミの手持ちポケモンとなった。1998年9月17日放送の第63話『トキワジム! さいごのバッジ!』などでトゲピーが行方不明になって探し出す場面も見られる。『ダイヤモンド・パール』142話では別個体のトゲピーが登場。こちらのトゲピーは非常に残酷な性格で目つきも非常に悪い。性別はメス。使用技は「みがわり」、「メロメロ」、「かえんほうしゃ」、「サイコキネシス」。サトシのピカチュウ達やロケット団のニャースを「メロメロ」にするが、タケシのピンプクとムサシのメガヤンマはメスだったので効かなかった（後者に関してはムサシは本気で驚いた）。完成したばかりのロケット団の秘密基地にどこからともなく現れ、サトシ達やロケット団を振り回して騒動を巻き起こす。騒動の後、タケシのピンプクをライバルとして認めながら去って行った（この直後に秘密基地は崩壊した）。
『大乱闘スマッシュブラザーズシリーズ』では第2作『大乱闘スマッシュブラザーズDX』より登場。モンスターボールから出現すると、「ゆびをふる」によっていくつかの中からランダムで1つの効果を発動する。

## トゲチック
| 分類: しあわせポケモン       | タイプ: フェアリー/ ひこう | 高さ: 0.6m       | 重さ: 3.2kg        |
| 特性: てんのめぐみ/ はりきり | かくれ特性: きょううん     | 進化前: トゲピー | 進化後: トゲキッス |

トゲピーの進化形。殻の模様がそのまま体の表面に残り、体の色が白になり、羽が生えた。羽を動かさずに空中浮遊ができる。幸運をもたらすポケモンと呼ばれ、純粋な心の持ち主を見つけるとその人物の前に姿を現し、幸せを分け与えるという。
トゲピーがトレーナーに懐いた状態でレベルが上がることで進化する。『ブラック2・ホワイト2』まではノーマル・ひこうタイプだったが、『X・Y』からは、フェアリー・ひこうタイプに変更された。
TVアニメ版では『アドバンスジェネレーション』にて、カスミのトゲピーが進化して初登場。仲間と楽園を守るためカスミと別れた。声優は進化前同様こおろぎさとみ。進化前のトゲピーや進化後のトゲキッスと比べると、アニメでの出番はほとんどない。

## ネイティ
| 分類: ことりポケモン     | タイプ: エスパー/ ひこう   | 高さ: 0.2m   | 重さ: 2.0kg        |
| 特性: シンクロ/ はやおき | かくれ特性: マジックミラー | 進化前: なし | 進化後: ネイティオ |

黄緑色で一頭身の小鳥のような姿をしている。羽が育ちきっていない為、飛び跳ねて移動する。平均的な成人の背丈を軽く飛び越える程の跳躍力を持っている。その跳躍力を活かし、木の枝に飛び乗り芽をついばむ。必ず何かを見つめている。目が合ってからこちらが少しでも動くと逃げていく。

## ネイティオ
| 分類: せいれいポケモン   | タイプ: エスパー/ ひこう   | 高さ: 1.5m       | 重さ: 15.0kg |
| 特性: シンクロ/ はやおき | かくれ特性: マジックミラー | 進化前: ネイティ | 進化後: なし |

ネイティの進化形で、森林や遺跡などに生息する鳥ポケモンの一種。顔つきなどはネイティと変わらないものの、胴体が長くなった。腹に猫のような模様があるのが特徴。翼を広げた姿はトーテムポールに近い。未来予知能力を持つと言い伝えられているポケモン。海外では神聖な神の使いとして祀られている。鳥ポケモンであるが飛行する姿は滅多に見られず、立ったままじっと動くことなく太陽を見つめ続けている。これは「未来の出来事に怯えているから」らしい。南アメリカの言い伝えでは、ネイティオは右目で未来、左目で過去を見ているとされる。一方、予知した未来を変えるほどの力までは持ってはいないと云われる。
『金・銀』では、四天王のイツキの手持ちポケモン。先鋒と切り札として2匹を繰り出し、エスパータイプの強力わざ「サイコキネシス」を駆使する。『ポケモン不思議のダンジョン 青の救助隊・赤の救助隊』では「おおいなる きょうこく」の頂上で未来を見つめており、やってきた主人公に助言する。
TVアニメ版では第236話で登場。未来予知能力があるとして原住民に信仰されており、事実大洪水を予見していた。『アドバンスジェネレーション』ではハルカが見た映画の中で登場。ネイティと宇宙を旅していたところ宇宙船が衝突し、ネイティと離れ離れになってしまう。
第8シリーズではアゲートのポケモンとして66話から登場。移動用ポケモンで「テレポート」による逃走を担当する。

## メリープ
| 分類: わたげポケモン | タイプ: でんき     | 高さ: 0.6m   | 重さ: 7.8kg    |
| 特性: せいでんき     | かくれ特性: プラス | 進化前: なし | 進化後: モココ |

道の駅羊のまち 侍・しべつ（北海道士別市）に設置されたマンホール。向かって右がメリープ。

羊のような姿をしたポケモン。肌は青色で、体毛は黄色。まれに体毛がピンク色の色違いの個体がいる。耳と尻尾は黒と黄色の縞模様で、尻尾の先には光る玉がある。体毛は静電気が溜まりやすいので、メリープの体毛から作られる衣類は加工されている。
『クリスタル』では野生では出現せず、『金・銀』から通信交換で貰う以外の入手方法はない。これは進化系のモココ、デンリュウも同様である。『ソード&シールド』では同じく羊をモチーフとしたウールーが登場しているが、こちらはより羊らしい外見をしている。
TVアニメ版のメリープの出す電撃は黄色ではなく水色の電光で、進化系のモココも映画『結晶塔の帝王』で水色の電光の“でんきショック”を出していた。

## モココ
| 分類: わたげポケモン | タイプ: でんき     | 高さ: 0.8m       | 重さ: 13.3kg       |
| 特性: せいでんき     | かくれ特性: プラス | 進化前: メリープ | 進化後: デンリュウ |

メリープの進化形。メリープと同じく羊のような姿をしているが体内に電気を貯めすぎたため、体に生えている毛の量は進化前よりずっと少なくなっている。皮膚はゴムのような構造をしているため、自身は体毛に溜めた電気で痺れることは無い。体は足や尾が発達し、二足歩行が可能となった。それに対応してか、進化前よりも下半身の肉付きが良くなり、尾の先につく玉も大きくなった。皮膚がピンク、毛と玉が青みがかった白で、角と尾に黒のしま模様が入るのが基本色である。
TVアニメ版のモココが出す電撃は黄色ではなく水色の電光で、劇場版『結晶塔の帝王』でも水色の電光の“でんきショック”を出していた。『アドバンスジェネレーション』ではスズムラの手持ちとして登場。ニックネームはハマちゃん。

## デンリュウ
| 分類: ライトポケモン | タイプ: でんき/ 本文参照 | 高さ: 1.4m     | 重さ: 61.5kg |
| 特性: せいでんき     | かくれ特性: プラス       | 進化前: モココ | 進化後: なし |

モココの進化形。黄色と黒い縞模様が特徴。進化したことで体中の毛が完全に抜け落ちてしまった。尻尾の明かりは宇宙空間まで届き、昔から篝火として珍重されてきた。また、その明かりは自由に消す事が出来る。
初登場は『金・銀』だが、『赤・緑』の時代から月刊コロコロコミックなどでホウオウ、ヤドキングと共にデザイン画のみ公開されていた。「ポケモン2に出るポケモン」として紹介された際には、その見た目や名前から「ミニリュウやライチュウが進化したポケモンか!?」と推測されていた。
『金・銀・クリスタル』では「アサギのとうだい」のポケモンとして登場。主人公が最初に訪れたときは重病になっており、主人公は看病中のミカンに依頼され、タンバシティの薬屋まで「ひでんのくすり」を貰いに行くことになる。
『X・Y』では「メガデンリュウ」へとメガシンカを遂げる。
メガデンリュウ
耳の形状が変化すると共に、尻尾と頭部にふさふさとした白い毛が発生する。尻尾の体毛には尾先のものと同じ赤い玉が多数発生しており、体内の電気エネルギー増幅に伴ってこれらの玉が強い光を放つ。
メガシンカによる膨大且つ過剰なエネルギーが細胞と遺伝子を刺激した影響で眠っていたドラゴンの血が覚醒し、抜け落ちた体毛が再び生えた。
メガシンカするとでんきタイプに加えて名実ともにドラゴンタイプが付加されるとともに、特性が「かたやぶり」に変化し、攻撃性能が上がる。能力はすばやさが下がる代わりに、それ以外がHPを除いて上昇、特にとくこうが大きく上昇する。
TVアニメ版ではゲームと同くアサギのとうだいに登場。サトシはジムリーダー・ミカンに依頼され、「ひでんのくすり」を貰ってくることになる。ニックネームは「アカリちゃん」。

## キレイハナ
| 分類: フラワーポケモン | タイプ: くさ               | 高さ: 0.4m         | 重さ: 5.8kg  |
| 特性: ようりょくそ     | かくれ特性: いやしのこころ | 進化前: クサイハナ | 進化後: なし |

クサイハナの進化形の1つ。フラダンサーような外見だが、オスでも進化できる。日光を好み、頭の花をくるくる回し、甘い香りを放ちながら舞い踊るという習性を持つ。踊るとスカートの葉っぱが揺れる度に擦れ、心地よい音がする。同じくクサイハナから進化するラフレシアとは対照的なポケモンである。進化前からどくタイプがなくなった。
クサイハナに「たいようのいし」を使うとキレイハナに進化する。『金・銀』発売前のイラストでの発表時は身体がラフレシアと同じ紺色だったがゲームでは緑色だった。現在は緑色で統一されている。
トレーナーでは「金・銀・クリスタル・ハートゴールド・ソウルシルバー」でジムリーダーのエリカがラフレシアの代わりに使用し、他に「ソード・シールド」でジムリーダーのヤローが使用する。
TVアニメ版では第123話にポケモンパフォーマンス大会でアクロバットダンスをする2匹のキレイハナ「レイちゃん」と「ハナちゃん」が登場。ダンスの大技「ムーンサルト」が成功せず悩んでいたが、ロケット団のポケモン相手に戦った際に成功し、コツをつかむ。
スマートフォン用アプリ「Pokémon GO」ではクサイハナに進化アイテム「たいようのいし」を使って進化させるとキレイハナに進化する。
『大乱闘スマッシュブラザーズシリーズ』では第2作『大乱闘スマッシュブラザーズDX』より登場。モンスターボールから出現すると周囲に「あまいかおり」を放ち、近くの敵ファイターを眠らせる。

## マリル
| 分類: みずねずみポケモン       | タイプ: みず/ フェアリー | 高さ: 0.4m     | 重さ: 8.5kg      |
| 特性: あついしぼう/ ちからもち | かくれ特性: そうしょく   | 進化前: ルリリ | 進化後: マリルリ |

球体に近い青い体で、腹部には白い部分があり、丸い耳と、線状のしっぽの先に赤い球体上の部分を持つ。尻尾の先に水より軽い油が詰まっており、それが浮き袋の役割を果たすため溺れることなく泳げる。水草を主食とする。体毛は水を弾くため水中で素早い動きが可能であり、また水から上がるとすぐに乾く。聴力にも優れている。雑巾のような臭いがするらしい。
同作ではめったに見つからない希少なポケモンであったため、ポケギアの電話機能を用い、やまおとこ・タロウの電話番号を登録する事で大量発生イベントが起きる事のある救済措置が存在していた。『クリスタル』では通常出現枠に改変されている。
『X・Y』からは、フェアリータイプが新たに追加された。
TVアニメ版および劇場版ではゲーム発売に先行して登場している。先に登場したのは劇場版の『ピカチュウのなつやすみ』（声優：かないみか）で、TVアニメ版でもオレンジ諸島編にてケンジのポケモンとして登場した。『ダイヤモンド&パール』では、ジョウト地方出身のトレーナー・コトネや、果樹園の娘ルル（声 - 早見沙織）の手持ちポケモンとしても登場。
『大乱闘スマッシュブラザーズDX』ではモンスターボールから登場し、前進しつつ「たいあたり」で敵を攻撃する。ファイターの攻撃で吹っ飛ばせる。

## マリルリ
| 分類: みずうさぎポケモン       | タイプ: みず/ フェアリー | 高さ: 0.8m     | 重さ: 28.5kg |
| 特性: あついしぼう/ ちからもち | かくれ特性: そうしょく   | 進化前: マリル | 進化後: なし |

マリルの進化形。体がたまご型になり、耳も長くなった。このことから、「みずねずみポケモン」から「みずうさぎポケモン」に区分が変わっている。水の中を音を聞き取れる聴覚の持ち主。泳ぐ時は水が入らないように耳を巻く。色はマリルと変わっていないが、白い部分が腹部から体の下4分の1程に変わっている。また、胸から腹にかけて小さな白の水玉模様があり、水中で迷彩効果を出す。一日のほとんどを水中で過ごすが、晴れた日は水面に浮かんで日向ぼっこをする。ルリリが川で遊ぶときは、空気が溜まった泡を作り、その中に包んであげる。
『X・Y』からは、フェアリータイプが新たに追加された。
『スカーレット・バイオレット』ではスター団のオルティガが使用。
TVアニメ版では第154話に初登場。サトシのワニノコがメスのマリルリに惚れ、タケシからアドバイスをもらって告白しようとするが、マリルリは最初からゴルダックに恋していたため失敗。また、『ダイヤモンド&パール』ではシンジの手持ちポケモンとして登場するが、レベルの低さに愛想を尽かされ、偶然出会った少年がマリルリを欲しがっていたため、彼に譲られた。
番外編の『ぼくたちピチューブラザーズ』では、ピチュー兄弟達のお姉さん的存在のポケモンとして登場。このマリルリは普段は優しい性格をしているが、一度でも怒ると誰も手が付けられなくなるのが特徴。姪っ子にルリリがいる。声優は三石琴乃。

## ウソッキー
| 分類: まねポケモン           | タイプ: いわ       | 高さ: 1.2m       | 重さ: 38.0kg |
| 特性: いしあたま/ がんじょう | かくれ特性: びびり | 進化前: ウソハチ | 進化後: なし |

ウソハチの進化形（『ダイヤモンド・パール』以降）で、木のような姿をしたポケモン。見た目からくさタイプに思われがちだが、れっきとしたいわタイプ。これは擬態の一種であり、木のまねをして襲われないように身を守っている。体は樹木とは思えないほど硬い。いわタイプゆえに水が苦手で、雨が降るといつの間にか姿を消す。マスカットの様な手の指は1年中緑のため、秋から冬にかけてはよく見つかってしまう。逆に色違いの個体の指の色は、紅葉のように赤い。頭部には二股に分かれた角が生えており、雌の角は雄のものに比べて少し小さい。腕の角度などにこだわるなど一部の愛好家が多く、そのほとんどは高齢層。また、愛好家向けの雑誌も発刊されている。
『金・銀・クリスタル』および『ハートゴールド・ソウルシルバー』では36番道路、『エメラルド』ではバトルフロンティアで木に化けたまま居座り道をふさいでいる。「じょうろ（前者は「ゼニガメじょうろ」、後者は「ホエルコじょうろ」）」を使うと驚いて戦闘に入り、捕まえることができる。このようにシリーズを通して、木のフリをして行く手を阻むポケモンの代表格とされている。
『ダイヤモンド・パール』ではじめんタイプの使い手である四天王・キクノが使用する（『プラチナ』ではヌオーとまとめて、グライオンとドサイドンに変更）。また進化前のウソハチが登場した。
『スカーレット・バイオレット』ではジムリーダーのコルサが切り札として使用。テラスタルによって実質くさタイプとなり、弱点としていたみずタイプに強く出られるようになり、中でも新技「くさわけ」はかなり強力で、ほのおタイプやひこうタイプで挑む場合はいわタイプの技である「いわおとし」も使うので注意が必要である。再戦時は「いわおとし」が「ストーンエッジ」に強化され、新たにほのおタイプの技である「ほのおのパンチ」とこおりタイプの技である「れいとうパンチ」も覚えているので出すタイプにはこちらも注意が必要である。
テレビアニメ版では第163話に登場。ウソッキーの生態について意見が食い違う男女の科学者に出会ったサトシ達がウソッキーを見つけようとする。
テレビアニメ『アドバンスジェネレーション』では第173話に黄金のウソッキー（声 - 松本保典）が登場。黄金にされたのは、トレーナーであるキンヤ（声 - 阪口大助）が研究室らしき部屋で苦手な水を克服すべく無謀な行為をしたことである。最後はキンヤによって元の姿に戻った。
テレビアニメ『ダイヤモンド&パール』ではタケシのポケモンとして第14話にて前作から連れていたウソハチから進化して登場。声優は進化前のウソハチを同様に阪口大助。返事をする際の敬礼のような仕草が印象的だった。
劇場版『みんなの物語』ではホラ吹き男・カガチのポケモンとして登場。当初はカガチに懐いていただけで、彼から迷惑がられていたが、終盤で互いに心を通わせゲットされる。声優はうえだゆうじ。
テレビアニメ第8シリーズ（『リコとロイの旅シリーズ』）では、ゲーム本編と同様にジムリーダーのコルサ（声 - 中井和哉）のポケモンとして第10話で登場し、「みがわり」や「ちょうはつ」でロイのホゲータを翻弄するも、「ちょうはつ」による怒りで新たに覚えた「じだんだ」でダメージを受けるが、コルサがテラスタルオーブを使用し、テラスタイプがくさタイプになったことにより形勢を逆転させ、強化された「くさわけ」で勝利した。第48話のテラスラル研修の基礎テストにおける再戦では、ホゲータの「じだんだ」を「みがわり」、「チャームボイス」を「ストーンエッジ」で受け流し、さらに連続の「かえんほうしゃ」を「みがわり」で回避することで圧倒するも、連続で「みがわり」を使ったせいで体力を消耗したことでロイに汗をかいているほうが本体だと見破られ「じだんだ」でダメージを受ける。その後、前回同様くさタイプにテラスタルし同じくほのおタイプにテラスタルしたホゲータと対峙し、「くさわけ」と「ニトロチャージ」の激突で押され、最後は「かえんほうしゃ」を食らい敗北し、ロイは基礎テスト合格となる。また、アニメでは初のテラスタイプのポケモンでもある。使用する技は「いわおとし」→「ストーンエッジ」、「みがわり」、「ちょうはつ」、「くさわけ」。こちらの声優は第7シリーズでは数多くのポケモンを演じていた他、今作ではルッカとダイアナのイキリンコとサンゴのオニゴーリとハンベルのヨノワール役などを担当する光部樹。他には第5話のおまけコーナーである「フリード博士のポケモンゼミ」では、いあいぎりするストライクに怯えている様子が描かれた。

## ニョロトノ
| 分類: かえるポケモン     | タイプ: みず           | 高さ: 1.1m       | 重さ: 33.9kg |
| 特性: しめりけ/ ちょすい | かくれ特性: あめふらし | 進化前: ニョロゾ | 進化後: なし |

ニョロゾの進化形の1つ。トノサマガエルやアマガエルのような形をしたポケモンだが、同じく水タイプの蛙のポケモンであるガマゲロゲやゲッコウガと違って体の色は緑色である。もともとは内臓の透けたものであった腹部の渦巻きは、体の模様としてわずかに残るのみとなった。ニョロトノが3匹以上集まると合唱がはじまるという。ニョロモやニョロゾの群れを統べ、ひと鳴きするだけで彼らを一瞬で呼び集めることができる。鳴き声は歌声と呼ぶには程遠いガナリ声だが、その鳴き声に影響を受けて名曲を作り上げた音楽家がいるらしい。重厚な鳴き声のオスはメスによくモテる。頭の巻き毛がよく巻かれているほど尊敬されるらしい。長い舌を素早く伸ばし捕食する。頬のピンク色の鼓膜の大きさが、メスの方がオスより小さい。
ニョロゾに「おうじゃのしるし」を持たせて通信交換するとニョロトノに進化する。トレーナーでは『ブラック2・ホワイト2』でNが春に使用する。
TVアニメ版ではカスミのポケモンとして登場。『ダイヤモンド&パール』では、オーキド博士が踏み込んで行った底なし沼に野生のニョロトノが生息しており、サトシら一行の行く手を阻んだことがある。ポケモンなりきり大会ではタケシのグレッグルがニョロトノに仮装し、優勝した（タケシは自分が優勝するとは思わず驚いていた）。
スマートフォン用アプリ「Pokémon GO」ではニョロゾに進化アイテム「おうじゃのしるし」を使って進化させるとニョロトノになる。
既存のポケモンの中で初めて別系統の進化が示唆されたポケモン。『赤・緑・青』の公式攻略本のインタビューで田尻智は「ニョロボンに進化してもおたまポケモンのままであるが、次回作ではかえるポケモンに進化するようになる」という趣旨の発言をしている。ゲーム本編中でも、少女がニョロモはカエルになるのかという疑問を抱いている。

## ハネッコ
| 分類: わたくさポケモン           | タイプ: くさ/ ひこう | 高さ: 0.4m   | 重さ: 0.5kg      |
| 特性: ようりょくそ/ リーフガード | かくれ特性: すりぬけ | 進化前: なし | 進化後: ポポッコ |

ピンク色の体で、頭からタンポポの葉を生やしたような姿をしたポケモン。ネコの耳と尻尾のような突起を持つ。体が極めて軽いため飛ばされやすく、そよ風程度でよくふわふわと空に浮かんでいる。当のハネッコたちはあまり飛ばされたくないらしく、しっかり地面を踏みしめ仲間同士寄り合っているが、結局強風にはなすすべがない。なお、パルデアに住んでいる個体はどこから来たのかははっきりしていない。
TVアニメ版では第138話に登場して以降、時折空に浮かぶ姿が見られる。『アドバンスジェネレーション』ではコイキング売りの親父が、チリーンに見せかけたハネッコをコジロウに売りつけたことがある。

## ポポッコ
| 分類: わたくさポケモン           | タイプ: くさ/ ひこう | 高さ: 0.6m       | 重さ: 1.0kg      |
| 特性: ようりょくそ/ リーフガード | かくれ特性: すりぬけ | 進化前: ハネッコ | 進化後: ワタッコ |

ハネッコの進化形。頭上にはタンポポの様な黄色い花が咲いている。花は気温18℃を超えないと開花せず、雨に見舞われると再び閉じてしまう。飛ばされているだけのハネッコとは違い、より多くの太陽光を浴びるために進んで空に浮かぶとされる。個体ごとに香りが違うらしく、マニアによれば香りで生まれた場所がわかるとのこと。
TVアニメ版では第179話でミノルの手持ちとして初登場。それ以降、時折空に浮かぶ姿が見られる。ポケリンガに参加していたサンペイの手持ちとしても登場。

## ワタッコ
| 分類: わたくさポケモン           | タイプ: くさ/ ひこう | 高さ: 0.8m       | 重さ: 3.0kg  |
| 特性: ようりょくそ/ リーフガード | かくれ特性: すりぬけ | 進化前: ポポッコ | 進化後: なし |

ポポッコの進化形。青くて丸い体に、タンポポの種ような綿毛が頭部と両手の部分に付いている。また、小さく分かりづらいが、尻尾も持つ。季節風に乗って世界を一回りし、子孫を残すという。綿毛を吸うと咳と痒みに苦しむという。なお、綿毛がなくなると旅と一生は終わるとのこと。
『金・銀・クリスタル』と『ハートゴールド・ソウルシルバー』(初戦)ではタマムシシティジムリーダーのエリカ、『X・Y』ではヒヨクシティジムリーダーのフクジが共に先鋒ポケモンとして使用する。
TVアニメ版では第231話に登場して以降、時折空に浮かぶ姿が見られる。第259話では大群で登場し、ロケット団に襲われそうになったサトシのヨーギラスを助けようとして痛めつけられるが、これが今まで閉ざしていたヨーギラスの心に強く突き刺さるきっかけとなり、「いやなおと」を繰り出し、「めざめるパワー」でロケット団を一掃したヨーギラスに助けられ、感謝した。

## エイパム
| 分類: おながポケモン       | タイプ: ノーマル         | 高さ: 0.8m   | 重さ: 11.5kg       |
| 特性: にげあし/ ものひろい | かくれ特性: スキルリンク | 進化前: なし | 進化後: エテボース |

紫色のサルに似たポケモン。尻尾の先が掌のようになっており、これを巧みに使うことで、木から木へ飛び移ったり木の上でぶら下がったり、物を掴んだり投げたりすることもできる。草を刈り取るのにも使う。その反面、舌を器用に使うベロリンガと同じく本物の手は不器用になった。
『金・銀』では特定の木に「ずつき」をするとたまに落ちてくる。『ダイヤモンド・パール』では甘い香りのする木に甘いミツを塗ると集まってくる。「ダブルアタック」を覚えた状態でレベルアップするとエテボースに進化する。
TVアニメ版では第168話に野生のポケモンとして初登場。また、『ポケットモンスター アドバンスジェネレーション』終盤からはサトシのポケモンとして登場し、コンテストを好むためDP中盤でヒカリのブイゼルと交換され、彼女のポケモンとなる。声優は伊東みやこ。
実写映画『名探偵ピカチュウ』では集団で登場。謎の薬品を浴びて凶暴化し、暴走する。使用技は「きあいパンチ」。

## ヒマナッツ
| 分類: たねポケモン             | タイプ: くさ         | 高さ: 0.3m   | 重さ: 1.8kg      |
| 特性: ようりょくそ/ サンパワー | かくれ特性: はやおき | 進化前: なし | 進化後: キマワリ |

ヒマワリの種をモチーフとしたポケモン。体色は実際のヒマワリの種よりも強い黄色をしており、頭頂部からは双葉が生えている。非常にひ弱な存在であり、オニスズメ等に襲われると頭の葉を激しく振り回して追い返すのがやっとだという。進化に備えて栄養分を蓄えており、普段はほとんど動かずに葉の裏に溜まった朝露を飲んで生活する。なぜか突然空から降ってくることがあるらしい。
TVアニメ版では第188話にフリーザーの冷気によって氷漬けとなったヒマナッツが登場する。サトシが虫取り大会の優勝商品として手に入れた「たいようのいし」によってキマワリに進化し、仲間のキマワリの群れを呼び寄せる。

## キマワリ
| 分類: たいようポケモン         | タイプ: くさ         | 高さ: 0.8m         | 重さ: 8.5kg  |
| 特性: ようりょくそ/ サンパワー | かくれ特性: はやおき | 進化前: ヒマナッツ | 進化後: なし |

ヒマナッツの進化形。進化には「たいようのいし」が必要。ヒマワリの顔のフラワーロックのような姿をしたポケモン。目は細く、いつもにこやかな表情をしている。太陽が出ている昼間は活発に動き回るが、夜が近づくと花びらを閉じて動かなくなる。太陽光線をエネルギーに変え、栄養を作り出している。
TVアニメ版では第136話に登場。サトシ達が立ち寄った街、ソーラータウンでは年に一度、自慢のキマワリを披露する「キマワリコンテスト」が行われる。ロケット団のニャースもキマワリに変装して出場する。ニャースはこの変装を気に入ったようで、『ダイヤモンド&パール』でも何度かキマワリになりすましている。
スマートフォン用アプリ「Pokémon GO」ではヒマナッツに進化アイテム「たいようのいし」を使って進化させるとキマワリになる。

## ヤンヤンマ
| 分類: うすばねポケモン | タイプ: むし/ ひこう   | 高さ: 1.2m   | 重さ: 38.0kg       |
| 特性: かそく/ ふくがん | かくれ特性: おみとおし | 進化前: なし | 進化後: メガヤンマ |

トンボに似たポケモン。目玉を動かさずに360°見渡すことが出来る。また羽を高速で羽ばたかせると、窓ガラスが割れるほどの衝撃波を出すことが出来る。
『金・銀・クリスタル』では35番道路に低確率で出現する。ときおり大量発生し、出現率が高まる。『ダイヤモンド・パール』では新たに進化形のメガヤンマが登場した。「げんしのちから」を覚えた状態でレベルアップさせることで進化する。
トレーナーでは『スカーレット・バイオレット』の有料追加コンテンツ「ゼロの秘宝 前編・碧の仮面」ではブルーベリー学園の生徒でありゼイユの弟でもあるスグリが1戦目から使用し、クリア前の5戦目およびクリア後の4戦目でメガヤンマに進化した。
TVアニメ版では『ダイヤモンド&パール』に人の頭に乗ることが好きなヤンヤンマが登場。ポケモントレーナーとして旅に出たばかりの少年・タイセイが初めて触れた野生のポケモンであり、ゲットしようと狙っていたが、ロケット団のムサシに横取りされてしまいメガヤンマに進化した。その後タイセイは別個体のヤンヤンマをゲットする。

## ウパー
| 分類: みずうおポケモン   | タイプ: みず/ じめん | 高さ: 0.4m   | 重さ: 8.5kg      |
| 特性: しめりけ/ ちょすい | かくれ特性: てんねん | 進化前: なし | 進化後: 本文参照 |

水色のウーパールーパーのような姿をしたポケモン。進化するとヌオーになる。水中で生活しているが、陸上生活も可能。鰓は頬から横へ伸びており、メスの鰓はオスのものよりも枝分かれが少ない。皮膚が乾燥すると死んでしまうため、身体は粘膜で覆われている。このおかげで敵に捕まってもニョロモやドジョッチのようにぬるりと逃げられる。粘膜は有毒で、素手で触るとピリピリと痛む。臆病な性格で、ヌオーに守ってもらっている。あまり見られないが、芋虫の様に這いずり回って移動する事がある。
手がないのにも関わらず「れいとうパンチ」を覚える。
パルデアのすがた
分類：どくうおポケモン、タイプ：どく・じめん、重さ：11.0kg、特性: どくのトゲ / ちょすい。
パルデア地方でのウパー。進化するとドオーになる。体が泥色でエラは二股に分かれ、ドクロマークの様なものになっている。かつて大昔のパルデア地方の水中に暮らしていたが、縄張り争いに破れ地上での泥地に暮らすようになった。地上で暮らすうちに乾燥を防ぐため、全身を毒の粘膜で覆うようになった。二股に分かれた枝は長い地上生活によって硬質化している。原種より重く動きが鈍いが、エラから分泌する強力な毒液で身を守る。そのため、ウパーの生息する場所では毒でやられたポケモンをよく見かけるとのこと。
テレビアニメ第8シリーズ（『リコとロイの旅シリーズ』）では野生の個体として第11話で登場。声優はエクスプローラーズのメンバーであるコニア役の志田有彩。
漫画『ポケットモンスターSPECIAL スカーレット・バイオレット編』では主人公でありグレープアカデミーの生徒でもあるバイオレット・ラングのポケモンとして第3話から登場。性別は♀。
なお、アニメではハート模様のウパーが登場した。第8シリーズの77話では釣り船屋マモル（声 - 龍田直樹）のポケモンとして登場。シャリタツと共に渦に飲み込まれそうになっていたところをマイティGに助けられた。声優は社本悠。

## ヌオー
| 分類: みずうおポケモン   | タイプ: みず/ じめん | 高さ: 1.4m     | 重さ: 75.0kg |
| 特性: しめりけ/ ちょすい | かくれ特性: てんねん | 進化前: ウパー | 進化後: なし |

ウパーの進化形。サンショウウオのような姿をしたポケモンで鰓がなくなり、新たに腕が生える。体色はウパー同様水色。背中には紫色のヒレ状の器官を持つ。日差しで体が渇かないように水の中で暮らしている。そのまま口を開けて餌が入ってくるのを待っているが、動かないので空腹はしない。のんびりとした性格で川を泳いでいる時に川底の岩や船底に頭をよくぶつけるという。一方で、仲間想いでありウパーを守っている。♂の方が背びれが長い。
『ダイヤモンド・パール・プラチナ』ではノモセジムリーダーのマキシが使用し、（ダイヤ・パール限定で）四天王のキクノも使ってくる。
TVアニメ版では第128話に初登場。この話のヌオーは丸い物を好んでおり、町中の丸い物を1年に一回持ち去っていく習性。サトシのGSボールも持ち去られた。他にもメスのヌオーが登場し、サトシのワニノコにアプローチされ鬱陶しがっていた。『ダイヤモンド&パール』ではジムリーダー・マキシの手持ちポケモンとして登場。
第8シリーズ（『リコとロイの旅シリーズ』）ではライジングボルテッカーズのメンバーであるランドウ（声 - 塾一久）のパートナーとして第12話から登場し、ダイブボールに入っている。かつて映画俳優だったランドウが若かりし頃から持っている長年の相棒でもある。通常のヌオー同様鈍感な性格だが、仲間のピンチに真っ先に駆け付けるなど頼れる存在でもある。また、ポケモン海賊団と互角に戦えるほどかなりの実力者である。使用する技は「あまごい」、「なみのり」。声優は同じくライジングボルテッカーズのメンバーであり料理人でもあるマードック役の三宅健太（第77話にて判明）。

## エーフィ
| 分類: たいようポケモン | タイプ: エスパー           | 高さ: 0.9m       | 重さ: 26.5kg |
| 特性: シンクロ         | かくれ特性: マジックミラー | 進化前: イーブイ | 進化後: なし |

指宿市に設置されたエーフィのマンホール

イーブイの進化形の1つで、タイプはエスパー。細くしなやかな体躯に二又に分かれた尾を持つなど、どことなく猫又を連想させる。朝日の力を持つ。額には赤い玉がついており、サイコパワーを使う時に光り輝く。全身の体毛はビロードのごとき艶と肌触りを持ち、空気の流れを感じ取り、相手の行動を先読みしたり天気を当てたりすることができる。また、相手の行動を予知する時、尻尾の先は微妙に揺れている。認めたトレーナーには極めて忠実で、主人を守るために危険予知能力を駆使する。
イーブイがなつき度最高の状態で、特定の時間（『金・銀・クリスタル』及び『ダイヤモンド・パール』以降ならば朝昼、『ルビー・サファイア・エメラルド』ならば午後）にレベルアップさせると進化する。時計機能のないバージョン（『ファイアレッド・リーフグリーン』など）ではエーフィに進化させることはできない。
『金・銀・クリスタル』では、エンジュシティに登場するまいこはんの1人や、ヤマブキジムリーダーのナツメ、シロガネ山に登場する『赤・緑』の主人公・レッド（『ハートゴールド・ソウルシルバー』ではラプラスに差し替えられている）が使用する。『プラチナ』では、四天王ゴヨウも使用している。
TVアニメ版ではエンジュ五姉妹のサクラがサトシ達と再会した時、イーブイから進化していた。声優は冬馬由美。『アドバンスジェネレーション』のバトルフロンティア編では、カントーでポケモンコンテスト司会を務めるリリアンが所持している。また、フロンティアブレーン・リラも使用している。『ベストウイッシュ シーズン2』では、イーブイレスキュー隊と名乗るトレーナー・バージルの手持ちとして、イーブイを含めた進化系全てと揃って登場。こちらの声優は五十嵐裕美。
スマートフォン用アプリ「Pokémon GO」では進化元のイーブイを相棒ポケモンに指名して10km歩き、相棒から外さずに昼の時間帯に進化させるとエーフィになる。

## ブラッキー
| 分類: げっこうポケモン | タイプ: あく               | 高さ: 1.0m       | 重さ: 27.0kg |
| 特性: シンクロ         | かくれ特性: せいしんりょく | 進化前: イーブイ | 進化後: なし |

指宿市に設置されたブラッキーのマンホール

イーブイの進化形の1つで、あくタイプに変化したもの。月光の波動を受けて突然変異・進化したものとされる。クロヒョウのような体型と、ラグビーボールを細長くしたような形状の耳、耳とまったく同じ形状のしっぽをもつ。漆黒の体色で、身体のあちこちに黄色い輪の模様があり、月光を浴びるとこの部位が発光する。発光させる目的は諸説あり、威嚇や不思議な力の覚醒のほか、獲物を襲う際に光るという説がある。瞳が小さく、また瞳の部分が赤い。全身の毛穴から毒素の混じった汗を噴き出して身を守る。夜の闇に潜み、獲物を奇襲で狙う。
イーブイが一定以上になついた状態で、特定の時間帯（『金・銀・クリスタル』及び『ダイヤモンド・パール』以降では夜、『ルビー・サファイア・エメラルド』では午前中）にレベルアップさせるとブラッキーに進化する。時計機能のないバージョン（『ファイアレッド・リーフグリーン』等）ではブラッキーに進化させることはできない。
『金・銀・クリスタル』では四天王のカリンが手持ちポケモンの1番手として使用して、『ポケモンスタジアム金銀』の「ジムリーダーのしろ」でも使用、リメイク版『ハートゴールド・ソウルシルバー』では強化後のカリンのブラッキーが手持ちの中で最高レベルであるなど、カリンのシンボル的な存在となっている。『エメラルド』ではフロンティアブレーンのコゴミが使用する。他にも『スカーレット・バイオレット』ではポケモントレーナーのボタンが先発で使用する。アプリゲーム『ポケモンマスターズEX』ではライヤーの臣下であるチェッタ（声 - 井澤詩織）が使用。
TVアニメ版では金銀編でシゲルのイーブイが進化して登場。またエンジュ五姉妹の一人・タマオも使用している。
『ダイヤモンド&パール』ではヒカリの母であるアヤコも手持ちに加えている。
『ポケットモンスター　ベストウイッシュシーズン2』では、イーブイレスキュー隊と名乗るトレーナー・バージル（声 - 梶裕貴）の手持ちとして、イーブイを含めた進化系全てと揃って登場する。バージルにとって特に思い入れがあるイーブイだったらしく、ブラッキーにだけ回想が当てられている。声優は荒井聡太。
『サン&ムーン』ではリーリエの兄・グラジオの手持ちとして登場。アローラリーグ一回戦ではリーリエのロコン（シロン）と対決し、桁違いの実力を見せつけ勝利した。
テレビアニメ第8シリーズ（『リコとロイの旅シリーズ』）ではエクスプローラーズのメンバーであるスピネル（声 - 古川慎）のパートナーとして登場。スピネルに非常に忠実で可愛がられている描写もあるが、第64話でいきなりラクリウムの実験台にされるなど道具のような扱いを受けることもある。リコたちのポケモンが束になっても適わないほど強く、巨大オリーヴァを一目で敵わないと警戒して撤退を促す賢さもある。使用する技は「バークアウト」（第16話から使用）、「リフレクター」、「でんこうせっか」、「イカサマ」（いずれも第44話から使用）。他にも第26話（『テラパゴスのかがやき』第1話）から変更されたオープニング映像およびエンディング映像にも登場。こちらの声優はライジングボルテッカーズのメンバーであり医療班でもあるモリー役の真堂圭（第64話のエンディングクレジットで判明）。
スマートフォン用アプリ「Pokémon GO」では進化元のイーブイを相棒ポケモンに指名して10km歩き、相棒から外さずに夜の時間帯に進化させるとブラッキーになる。また、本編ではどの世代でもレベルアップでは覚えられない「イカサマ」を覚えたブラッキーもいる。

## ヤミカラス
| 分類: くらやみポケモン   | タイプ: あく/ ひこう       | 高さ: 0.5m   | 重さ: 2.1kg        |
| 特性: ふみん/ きょううん | かくれ特性: いたずらごころ | 進化前: なし | 進化後: ドンカラス |

カラスに似たポケモン。魔法使いの三角帽子に似た頭部とホウキに似た尾を持ち、雌は頭が小さめ。不吉の前兆とされ、人間を森に誘い込んでさんざん迷わせるなどありがたくないポケモンとしての扱いを受けているようである。光るものを集める習性があり、それで巣をデコレーションしているが、ニャースと奪い合いになることが多い。怖いもの知らずで自分より大きい相手にもちょっかいを出す。
『ダイヤモンド・パール』からは進化形のドンカラスが新たに登場している。『X・Y』のスカイバトルにはヤミカラスのままでは地に足が接しているため参加出来ないが、ドンカラスになれば滞空しているため参加できるようになる。『ソード・シールド』では同じくカラスがモチーフのアーマーガアがいるが、こちらは嘴や足も含めて外見が全体的に黒く、よりそれらしい容姿となっている。
ブラッキーと同様、『金・銀・クリスタル』と『ハートゴールド・ソウルシルバー』(初戦)で四天王のカリンが使用する。『ダイヤモンド・パール・プラチナ』ではギンガ団のボス・アカギが繰り出してくる（再戦では両者共に、ドンカラスに進化する）。サトシで言うところのムックル→ムクバードのようなポジションで、オープニングの立ち位置も同じだった。
TVアニメ版では第185話に登場。イタズラ者の3羽のヤミカラスが、サトシからジムバッジを盗んで困らせた。声優は石野竜三、坂口候一、小西克幸が担当。また、『ダイヤモンド&パール』ではシンジの手持ちポケモンとして登場。後にドンカラスに進化する。

## ヤドキング
| 分類: おうじゃポケモン     | タイプ: みず/ エスパー     | 高さ: 2.0m     | 重さ: 79.5kg |
| 特性: どんかん/ マイペース | かくれ特性: さいせいりょく | 進化前: ヤドン | 進化後: なし |

ヤドンの進化形の1つ。ヤドンの頭に巻き貝姿のシェルダーが噛みついた姿である（シェルダーが尻尾や腕に噛みついた場合はヤドランに進化する）。シェルダーに噛みつかれて毒素で脳が刺激された結果、ノーベル賞を受賞した科学者に匹敵する程の天才的な頭脳を手に入れた。その知性は欠伸をする毎に頭のシェルダーの毒素が流れ込みどんどん高まって行く。頭のシェルダーはヤドランと比べて赤い宝石の様な物が付いて王冠を思わせる豪華な巻貝に変異しており、首元にもケープやポンチョの様な紅白の襟巻きが出現している事で、正に王様の様な外観となっている。なお、シェルダーの目は後ろにあるため、後ろから見るとシェルダーと目が合う格好となる。基本的に哲学肌で、一日中思索にふけることもしばしば。誰もが驚くほどのアイデアを思いつくが、思いついた途端に忘れてしまう。また、頭のシェルダーが外れると元のヤドンに戻るとともに、考えていたことも全て忘れてしまうらしい。ヤレユータンと知恵比べをする事もあるが、大体引き分けに終わる。「困ったことがあればヤドキングに聞け」ということわざが残る地域もあり、尋ねればどんな難題でも解決してくれるとされるが、その言葉を人間が理解することは出来ない。しかし中には人間の言葉を理解し話せる程の知能に至った個体も存在する。
ヤドンにアイテム「おうじゃのしるし」を持たせ通信交換することで進化する。
『金・銀』初出のポケモンの中では、ホウオウ、デンリュウ、ドンファンなどとともに、比較的早くに公開されたポケモンの一つ。『赤・緑』の時代から、『月刊コロコロコミック』などで、ホウオウ、デンリュウと共にデザイン画のみ公開されており、「ポケモン2に出るポケモン」といった形で紹介されていた。当時は「ヤドランの進化系ポケモン!?」と推測されていた。
トレーナーでは『ブラック2・ホワイト2』のサンヨウシティの3兄弟のコーンや、『X・Y』のヒャッコクシティジムリーダーのゴジカが使用する。
『スカーレット・バイオレット』では新たに専用技として「さむいギャグ」を習得。この技は文字通り寒いギャグをかまして、天気を「ゆき」にして控えのポケモンと交代する。なお、「ゆき」は過去作における「あられ」で、天候ダメージがない代わりにこおりタイプの防御力が上がる。
ガラルのすがた
分類:じゅじゅつしポケモン、タイプ:どく・エスパー、高さ1.8m、特性:きみょうなくすり。『ソード・シールド エキスパンションパス』の『冠の雪原』から登場。ガラル地方でのヤドキングの姿。ヤドン（ガラルのすがた）にガラナツリースを使用することで進化する。頭の半分以上を覆うようにシェルダーが深い位置まで噛みついているため、高さが少し低くなっている。シェルダーに噛みつかれた刺激により、ヤドンの脳から分泌される化学物質と体内のスパイスが変質し、どくタイプになった。シェルダーの知能はヤドンを操る程にまで飛躍的に発達し、ほかのエスパータイプのポケモンを圧倒するほどのサイコパワーが使えるようになった。ヤドキング同士が会話する時や戦闘で技を出す時に謎の呪文を唱えているが、それの解読は未だにできていない。専用技は「ぶきみなじゅもん」。サイコパワーで相手にダメージを与えるだけでなく、相手が最後に使用した技のPPを3つ減らす。専用特性の「きみょうなくすり」は味方の能力変化を元に戻す。
トレーナーでは「ソード」でクララ、「シールド」でセイボリーが使用し、セイボリーの個体はダイマックスを行う。
上述のように露出が早かったこともあり、『金・銀』発売前に公開された劇場版『幻のポケモン ルギア爆誕』にも登場している。非常に知能が高いようで、人の言葉を話し、古代文字も容易く読み解いていた。担当声優はダウンタウンの浜田雅功。
TVアニメ版では第261話にも登場。ヤドンの住む泉が涸れかけた時に、一匹の特別なヤドンが現れ、ヤドキングに進化し、ヤドンたちを理想郷に導くという伝説のある泉が涸れかけており、この泉を研究していた考古学者の持つヤドン・「アーサー」が進化。ねんりきで滝を割り、伝説どおりヤドンたちを理想郷へと導いた。『ダイヤモンド&パール』にてコウヘイのパートナーとして登場。トレーナーに似て不気味な笑みを浮かべて笑うのが特徴。
スマートフォン用アプリ「Pokémon GO」ではヤドンに進化アイテム「おうじゃのしるし」を使って進化させるとヤドキングになる。

## ムウマ
| 分類: よなきポケモン | タイプ: ゴースト | 高さ: 0.7m   | 重さ: 1.0kg        |
| 特性: ふゆう         | かくれ特性: なし | 進化前: なし | 進化後: ムウマージ |

黒い長髪の女性の幽霊のような姿をしたポケモンで、洞窟の奥や墓場などの薄暗い場所に現れる。人間の泣き叫ぶような声を出すとされる。いたずらが好きで人間に髪を引っ張るなどしてちょっかいをかけては怖がらせて喜び、その怖がる心を赤い玉に集めてネックレスの様に数珠繋ぎにし、栄養にして生きているらしい。怖がる心を吸い取られた人は別段何ともならない。
『ダイヤモンド・パール』からは「やみのいし」を使う事でムウマージに進化する。
対戦ゲームでは戦闘不能になると体が消滅してネックレスだけが残る。
TVアニメ版では『ライコウ 雷の伝説』にてマリナのポケモンとして登場。ライコウを狙うロケット団のバショウのハガネールとブソンのエアームドを「ほろびのうた」で苦しめ撃退した。声優は柚木涼香。『アドバンスジェネレーション』ではホウエンリーグでサトシの対戦相手のカエデが繰り出し、「みちづれ」を使ってオニゴーリを道連れにした。『ダイヤモンド&パール』ではノゾミのポケモンとして登場。第7シリーズ（2019年版）ではゴウもゲットしており、声優は清水理沙。

## アンノーン
| 分類: シンボルポケモン | タイプ: エスパー | 高さ: 0.5m   | 重さ: 5.0kg  |
| 特性: ふゆう           | かくれ特性: なし | 進化前: なし | 進化後: なし |

文字状の体を持つポケモン。ラテン・アルファベットなどを模した様々な形のアンノーンが存在し、1つの丸い大きな目玉から、手足とも角ともつかない棒状のものを何本か枝のように生やしており、身体全体で文字を表している。ポケモンの中では最も薄く、常に壁などに張り付いている。非常に謎が多いポケモンで、地理的に大きく離れている複数の遺跡から、アンノーンに酷似した文字が書かれた壁面がいくつも発見されている。アンノーン28種にはそれぞれ対応した文字があるが、元々アンノーンが存在しそれを模して文字が作られたのか、あるいは文字ができてからアンノーンが誕生したのかはいまだ謎に包まれており、世界七不思議の一つにまで数えられているという。
当初は「A」から「Z」の26種のみだったが、『ファイアレッド・リーフグリーン』からは「!」と「?」が加わり計28種になった。
『金・銀・クリスタル』、『ハートゴールド・ソウルシルバー』では「アルフのいせき」の石板のパズルを解くことで、遺跡の石室の内部に出現するようになる。ポケギアのラジオの項目で「?????」のところにチューンを合わせると怪しげな音楽が流れ、エンカウント率が上昇する。『金・銀』当時はこの音楽の正体は不明だったが、『ハートゴールド・ソウルシルバー』では遺跡の研究者によって正体が解明され、アンノーンたちが意思通達に用いる信号（アンノーンは電波でコミュニケーションを取る）をラジオが受信したものであるとされた。『クリスタル』ではオープニングにアンノーンが登場するほか、パズル部屋の奥に隠し部屋が追加されている。壁に書かれているアンノーン文字をヒントに特定のアクションを起こすと、隠し部屋の入口を開くことができる。
覚える技は「めざめるパワー」のみ。
ポケモン図鑑には最初に発見した形が記録される。また図鑑にテキストが載るのは初めて捕獲してからであるが、このとき最初に発見した形と最初に捕まえた形が異なっていても、最初に遭遇した形の方が図鑑に記載される。『ブラック・ホワイト』では図鑑の機能向上により、発見した中で任意の姿を表示させることができる。
『金・銀・クリスタル』ではアンノーンを3種類捕まえると、全26種類（『金・銀』当時）のアンノーンの姿を記録できる「アンノーンずかん」というポケモン図鑑の拡張機能として遺跡の研究室で追加してもらうことができ、26種類全てを登録するとポケットプリンタでイラストを出力することが可能になる。アンノーンずかんには「A」から「Z」の全ての形に、解説文に相当するものとしてそれぞれの文字から始まる英単語が記載されている。ABC順ではなく捕まえた順番で記載される。『ハートゴールド・ソウルシルバー』では、「アンノーンずかん」機能に代わって「アンノーンノート」という道具がもらえるようになった。
アルフの遺跡以外では『ファイアレッド・リーフグリーン』に登場する「アスカナのせきしつ」と、『ダイヤモンド・パール』に登場する「ズイのいせき」に出現する。
タマゴが発見されていないことから「ウルトラビースト」との関連が示唆されている。
TVアニメ版および劇場版では「生物の心を読み取り願いを具現化させる力を持つ」設定が加えられている。TVアニメ版では第264話に登場し、ヨーギラスの心の傷を読み取って異空間を生成し、サトシ達にヨーギラスの卵時代での出来事を見せた。『ダイヤモンド&パール』第60話にも登場し、ギンガ団の野望により暴走した。『新無印』第83話ではピィを喪ったキララの「夜空からピィの星を探し出す」という願いを受けてジョウト地方を一日中夜にする騒動を起こした。
劇場版では2000年公開の『結晶塔の帝王 ENTEI』に登場。人の思いを読み取り、実体化させる不思議な力を持つ。願いをかなえ続けるも、願いの主がサトシに説得され、願いを止めようとすると暴走。世界を結晶に覆いつくそうとした。また、時空の狭間にも生息しているらしく、『ディアルガVSパルキアVSダークライ』にも登場し、時空の狭間でのディアルガとパルキアの戦闘の余波で吹き飛ばされている。
『大乱闘スマッシュブラザーズDX』ではモンスターボールから出現すると一旦画面外へ飛び去り、その後無数の仲間を引き連れて敵に「とっしん」する。前作のスピアーに近い。